# Hortense Wild
Pour les articles homonymes, voir Wild.
Hortense Wild, née le 24 janvier 1814 à Montbéliard et morte le 17 juin 1896 à Châtillon, est une compositrice et militante fouriériste et féministe française auteure d'une soixantaine de recueils pour piano. Elle est aussi connue sous le nom de plume de Henriette ou Henriette *** pour ses écrits à portée politique.

## Biographie
Hortense Wild naît à Montbéliard le 24 janvier 1814 dans une famille protestante de négociants. À la fin des années 1830, elle s'installe avec son frère à Paris et entre en relation avec l’École sociétaire animée par les disciples de Charles Fourier,. Hortense s'abonne alors à la Phalange (1840-1842), journal de la science sociale de l'École sociétaire.

### Féministe et fouriériste
Hortense Wild publie sous le pseudonyme de Henriette ou Henriette *** dans différents journaux féministes comme La Politique des femmes  (ultérieurement L'Opinion des femmes), aux côtés de Jeanne Deroin, et La Démocratie pacifique,. C'est dans ce dernier, en 1849, qu'elle publie une réponse au penseur anarchiste Pierre-Joseph Proudhon après une de ses déclarations sur la place de la femme dans la société, qu'il considère être au foyer, en la concluant par une paraphrase d'une de ses célèbres citations, qu'elle détourne en « la propriété, c'est le viol »,,.
À la suite de la révolution de 1848, elle dénonce le refus du gouvernement provisoire d'écouter les revendications des femmes, bien qu'elles aient activement pris part à celle-ci, pour une société plus égalitaire entre les deux sexes. Elle accuse le gouvernement, et la plupart des journaux de l'époque, d'une « conspiration du silence », refusant de traiter la question au prétexte qu'elle est d'ordre privé. Au début de la Seconde République, elle propose aussi, mais sans succès, que soit envoyée à chaque député une médaille sur laquelle figure la mention « les progrès sociaux sont subordonnés à l’extension des droits de la femmes [sic] »,. Elle part quelque temps expérimenter aux États-Unis la vie dans une communauté Shakers, Le Nouveau Liban, dans l’État de New York. À son retour en France, elle se convertit au catholicisme. Dans les années 1850 elle milite pour la défense de l'égalité des sexes, dans l'amour spiritualisé, non sexuel.
Elle fait partie des rares militantes de son époque à militer tant pour le fouriérisme que pour le féminisme. Lors du congrès féministe de 1889, elle présente les biographies de Jeanne Deroin et de Julie Daubié.

### Compositrice
Elle suit les cours de composition d'Auguste Barbereau. Elle donne des leçons de piano, compose ou participe à la composition de 65 œuvres musicales, religieuses ou profanes. Ses compositions ou arrangements de musiques pour enfants sont publiés dans la Revue de l'éducation nouvelle (1848-1854), dirigée par le fouriériste Jules Delbruck.
Hortense Wild meurt en 1896 à l'âge de 82 ans à Châtillon (aujourd'hui dans les Hauts-de-Seine).

## Compositions choisies
- Marche funèbre pour piano, à la mémoire de Jaures Abram Garfield, président des États-Unis d'Amérique (1882)[15]
- Deux Ave Maria avec accompagnement d'orgue ou de piano (1876), par Mlle H. Wild[16]
- 3 Sonatines pour piano. Op. 20 (1872)[17]
- 8 Pièces faciles pour orgue ou piano (1866), par Mlle H. Wild. Op. 16[18]
- Hommage à la Pologne (1865), marche funèbre pour piano. op. 13[19]
- Les Bords du Doubs (1865), valses pour piano par Mlle H. Wild. Op. 14[20]
- Fantaisie sur 2 Thèmes originaux du pays de Montbéliard (1864), pour piano[21]
- La Cavalcade ! (1864), galop pour piano par Mlle H. Wild[22]
- Ronde du Petit Château (1863), pour piano[23]
- La Franc port, souvenir de chasse pour le piano (1857)[24]
- Les Mille Fleurs ! (1843), recueil de valses pour le piano composées par Mlle H. Wild[25]
- Valentine, polka-mazurka pour piano par Mlle H. Wild[26]